# Sant Genís d'Orriols
Sant Genís d'Orriols és una església del municipi de Bàscara (Alt Empordà) inclosa en l'Inventari del Patrimoni Arquitectònic de Catalunya.

## Descripció

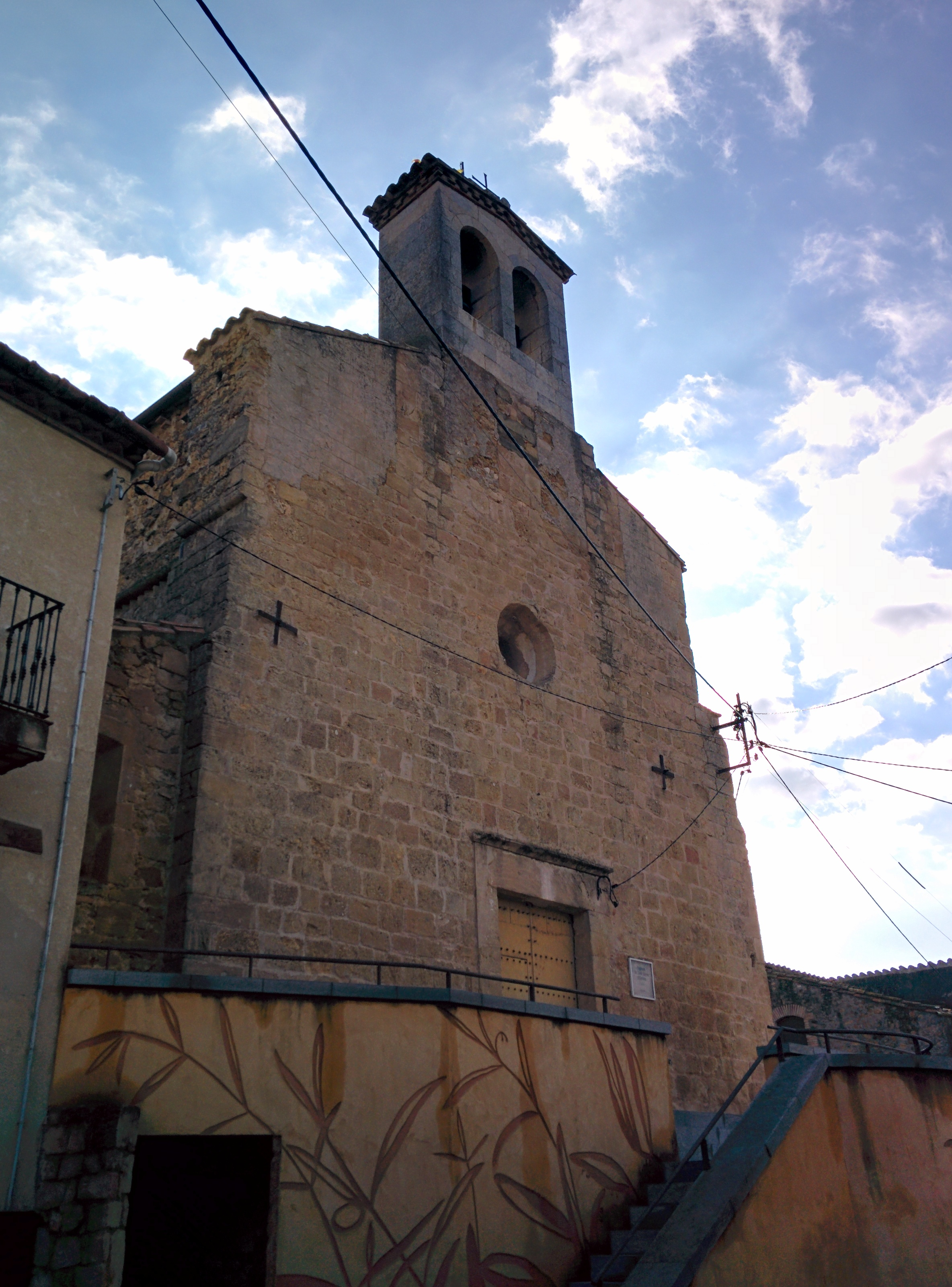

Situada a la part més alta del nucli urbà del poble d'Orriols, ubicat al sud del terme de Bàscara al qual pertany.
Temple d'una sola nau amb absis semicircular sobrealçat capçat a llevant i capelles laterals. La volta de la nau és de canó, lleugerament apuntada i reforçada per un arc toral al centre del temple. L'absis s'obre a la nau mitjançant un doble plec de mig punt en gradació, i està cobert amb volta de quart d'esfera. Al centre hi ha una petita finestra de doble biaix i arcs de punt rodó. Les capelles laterals, bastides entre els segles XVII i XVIII, estan cobertes amb voltes d'arestes i voltes rebaixades amb llunetes. El cor, als peus de la nau, està bastit amb volta rebaixada. Els murs presenten el parament de pedra original vist, mentre que les capelles i el cor estan arrebossades i pintades de blanc. A l'exterior, l'església presenta un mur sobrealçat construït damunt del temple romànic original, a manera de fortificació, el qual presenta petites espitlleres bastides amb maons i algunes finestres rectangulars. Entre el parament original i l'obra sobrealçada destaca un fris de dents de serra, situat sota el ràfec dels murs laterals i de l'absis. La façana principal presenta una porta d'accés rectangular emmarcada amb carreus de pedra, amb la llinda datada l'any 1861. Damunt seu hi ha un petit rosetó centrat i, coronant la façana, un campanar de cadireta restituït format per dues obertures de mig punt. L'antiga espadanya de tres pilastres encara és visible, tot i que està tapiada.
La construcció original és bastida amb carreus ben tallats disposats en filades, mentre que l'obra de fortificació és de pedra sense treballar i fragments de material constructiu. A l'interior del temple, els paraments combinen l'obra vista amb el revestiment arrebossat i emblanquinat.
Per accedir al temple cal pujar unes escales integrades al talús del desnivell, el qual ha estat arrebossat i decorat amb motius vegetals. En un dels extrems del talús hi ha un pou circular.

## Història
L'església parroquial de Sant Genís és esmentada l'any 1066. Posteriorment, l'any 1083, Bernat Bernat fa donació al monestir de Santa Maria de Vilabertran del terç de la coromina Sala, situada dins la parròquia de Sant Genís.
El delme de la parròquia el tenien els senyors del castell d'Orriols. L'any 1226 el tenia Pere d'Orriols i el 1323, Bernat d'Orriols.
Per la visita pastoral del 1508 sabem que encara existien els dos altars bastits a l'edat mitjana, Sant Genís i Santa Maria. L'any 1514 s'incorporà un nou altar dedicat a Sant Antoni i Sant Sebastià, el 1557 un altre als sants Cosme i Damià i, per acabar, un altar dedicat a la Verge del Roser l'any 1599. En aquesta època també va caldre reparar el cor (1573) i, posteriorment, l'any 1626 es va refer la volta del temple per problemes de degoters.
L'any 1717 es canvia l'advocació de l'altar de Santa Maria per la Verge del Remei, el qual perdura durant tota la centúria. Durant el segle xix es reformà la portada. L'any de la remodelació, el 1861, figura a la llinda de la porta d'accés.